# 미륵리 불두
미륵리 불두는 충청북도 충주시 수안보면에 있는 미완성의 부처 머리이다. 2003년 9월 22일 충주시의 향토유적 제9호로 지정되었다.